# شهرستان یانائولسکی
شهرستان یانائولسکی (به لاتین: Yanaulsky District) یک شهرستان در روسیه است که در باشقیرستان واقع شده‌است.